# Josef Borst
Josef Borst (* 7. November 1917 in Komotau, Böhmen, Österreich-Ungarn; † 28. März 1985 in Ost-Berlin) war ein deutscher Politiker (KPTsch/SED) sudetendeutscher Herkunft.

## Leben
Borst, Sohn einer Arbeiterfamilie, besucht die Volks- und die kaufmännische Fortbildungsschule. Er absolvierte ab 1932 eine kaufmännische Lehre und arbeitete anschließend in diesem Beruf. 1927 wurde Mitglied der Roten Jungpioniere, 1932 des Kommunistischen Jugendverbandes der Tschechoslowakei. 1935 trat er der Kommunistischen Partei der Tschechoslowakei (KPTsch) bei. 1938 besuchte er die Zentralschule der KPTsch.
1939 emigrierte er nach Großbritannien, von Oktober 1941 bis Dezember 1945 war er Angehöriger der tschechoslowakischen Auslandsarmee in Großbritannien, Frankreich und Belgien. Im Mai 1945 kehrte er in die Tschechoslowakei zurück und absolvierte eine militärische Ausbildung zum Korporal der Tschechoslowakischen Armee. Im März 1946 übersiedelte er in die Sowjetische Besatzungszone. Er wurde Mitglied der Sozialistischen Einheitspartei Deutschlands (SED) und war von April bis Juli 1945 Mitarbeiter der Konsumgenossenschaften in Dessau. Ab 1946 war er zudem Mitglied des Zentralrates der Freien Deutschen Jugend (FDJ). Von August 1946 bis Dezember 1949 war er zunächst Mitarbeiter, dann ab November 1946 Leiter der Abteilung Jugend und Sport beim Sekretariat des Landesvorstandes Brandenburg der SED. 1949/50 studierte er an der Parteihochschule „Karl Marx“ der SED. Anschließend leitete er ab 1950 die Abteilung Massenagitation bzw. Agitation beim Sekretariat des SED-Landesvorstandes Brandenburg. Am 7. Juli 1950 rückte Borst für Paul Merker in den Landtag von Brandenburg nach.
Im Oktober 1950 wurde er vom Sekretariat des Landesvorstandes für einen Posten im zentralen Parteiapparat freigegeben und als Instrukteur in der Organisations-Instrukteur-Abteilung eingesetzt. Zwischen Juni und September 1951 war als Redakteur beim Neuen Deutschland tätig, anschließend wurde er in die Organisations-Instrukteur-Abteilung zurückversetzt.
Borst arbeitete zuletzt in der Liga für Völkerfreundschaft der DDR. Er ging 1976 vorzeitig in Rente und lebte in Ost-Berlin. Borst starb nach langer schwerer Krankheit im Alter von 67 Jahren und seine Urne wurde im Ehrenhain für antifaschistische Widerstandskämpfer und Kämpfer für den Aufbau des Sozialismus auf dem Friedhof Baumschulenweg beigesetzt.

## Auszeichnungen
- Medaille für Kämpfer gegen den Faschismus 1933 bis 1945
- Vaterländischer Verdienstorden in Bronze (1976)